# Helolampis nigriceps
Helolampis nigriceps är en insektsart som beskrevs av Marius Descamps 1983. Helolampis nigriceps ingår i släktet Helolampis och familjen Romaleidae. Inga underarter finns listade i Catalogue of Life.